# アラロディア語族
アラロディア語族（Alarodian languages）は北東コーカサス語族とフルリ・ウラルトゥ語族を同系統とする提唱中の語族である。

## 概要
Nikolayevによる、北東コーカサス祖語の再構に基づき、I.M. DiakonoffとStarostinによって提唱された。
「アラロディア」は、ヘロドトスによって言及されたギリシャ語でウラルトゥの呼称である”Ἀλαρόδιοι” (Alarodioi)に由来し、en:I.M. Diakonoffによってフルリ・ウラルトゥ語族と北東コーカサス語族を結びつける語族の名前として用いられた。
この語族にはティルセニア語族も含まれるという説もある。